# Бобок Володимир Анатолійович
Володи́мир Анато́лійович Бобо́к (нар. 30 березня 1974 в с. Мрин Носівського району Чернігівської області — пом. 30 грудня 2022 поблизу с-ща Підгородне, Донецька область) — український поет, капітан Збройних сил України, загинув на російсько-українській війні, автор семи книжок.

## Життєвий шлях
Народився 30 березня 1974 року в селі Мрин Носівського району Чернігівської області. Зростав у родині разом зі старшим братом Анатолієм та сестрою Ольгою.
У 1981 році пішов до 1 класу Мринської середньої школи, яку закінчив у 1991 році. Був здібним та інтелектуально розвиненим. Уже в першому класі за лічені хвилини складав кубик Рубіка та з легкістю вигравав шахові партії у старшокласників.
Нагороджений похвальними листами за відмінні успіхи в навчанні та зразкову поведінку. Брав участь у районних та обласних предметних олімпіадах із математики, фізики, географії та історії. З великим захопленням брав участь у художній самодіяльності школи.
У 1991 році став курсантом Київського військового інституту управління та зв'язку, у 1997 році присвоєно звання офіцера Військово-морських сил України.
Проходив дійсну військову службу у Збройних силах України до 2001 року.
Після звільнення в запас працював електромонтером лінійних споруд на підприємствах «Укртелеком» до 2007 року та в Управлінні «Укргазтехзв'язок» до 2020 року.
У травні 2021 року брав участь у п'ятнадцятиденних військових зборах із територіальної оборони як командир роти.
14 січня 2022 року був прийнятий на військову службу Ніжинським РТЦК та СП Чернігівської області, підписав контракт і проходив військову службу у військовій частині А7329 на посаді командира 2-ї стрілецької роти.
З 24 лютого 2022 року брав безпосередню участь у бойових діях та забезпеченні здійснення заходів з національної безпеки і оборони, відсічі та стримування збройної агресії Російської Федерації в Чернігівській та Київській областях.
Одержав звання капітана та нагороджений грамотою за старанність, розумну ініціативу, сумлінне виконання службових обов'язків.
Виконував бойові завдання з оборони міста Бахмут, селищ Красна Гора, Підгородне Донецької області.
30 грудня 2022 року під час запеклих боїв поблизу селища Підгородне на Донеччині капітан Володимир Бобок загинув.
Похований на кладовищі в селі Мрин Ніжинського району Чернігівської області 27 лютого 2023 року.

## Поетична спадщина
Був учасником Літературного клубу при Мринській сільській бібліотеці. Активно сприяв випуску сільської газети «Літературний Мрин», публікував у ній свої твори. У 2012 році друкувався в альманасі «Соборність сердець», у 2013 — у збірнику «З кошика — перлинки, віршики-родзинки», у 2015 — у поетичній збірці «Свічадо».
У 2023 році в місті Ніжині за сприяння родини видано посмертно поетичні збірки «Ми — українці», «Струна», «Гуморески», «З вірою в хороше», «Я не скупився на слова», «Лелека мого дитинства», «Я довго мовчав».
Книжки Володимира Бобка
1. Володимир Бобок. Ми — УКРАЇНЦІ. Ніжин: Видавець Лисенко М. М., 2023. 40 с. ISBN 978-617-640-612-9
2. Володимир Бобок. Струна. Ніжин: Видавець Лисенко М. М., 2023. 56 с. ISBN 978-617-640-613-6
3. Володимир Бобок. Гуморески. Ніжин: Видавець Лисенко М. М., 2023. 88 с. ISBN 978-617-640-615-0
4. Володимир Бобок. З вірою в хороше. Ніжин: Видавець Лисенко М. М., 2023. 52 с. ISBN 978-617-640-614-3
5. Володимир Бобок. Я не скупився на слова. Ніжин: Видавець Лисенко М. М., 2023. 60 с. ISBN 978-617-640-603-7
6. Володимир Бобок. Лелека мого дитинства. Ніжин: Видавець Лисенко М. М., 2023. 40 с. ISBN 978-617-640-602-0
7. Володимир Бобок. Я довго мовчав. Ніжин: Видавець Лисенко М. М., 2023. 40 с. ISBN 978-617-640-607-5

## Вшанування пам'яті
9 жовтня 2023 року на стіні Мринського ліцею встановлено меморіальну дошку на честь загиблого воїна Володимира Бобка.